# Vallée de Los Ingenios
La vallée de Los Ingenios ou « vallée des sucreries » est une vallée située à l'est de la ville de Trinidad sur l'île de Cuba. 

## Description

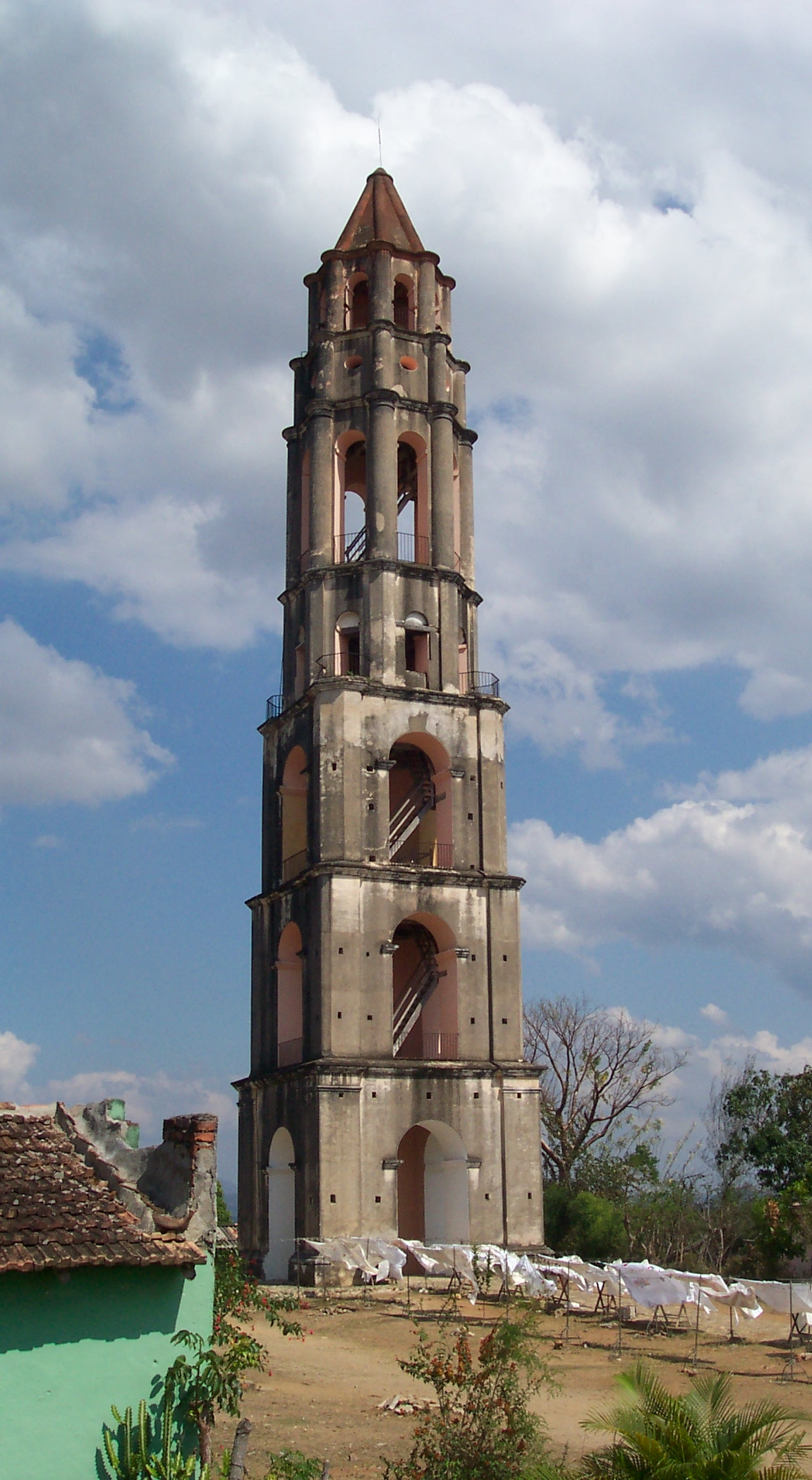
Tour Manaca à Iznaga dans la vallée de Los Ingenios.

La vallée de Los Ingenios, d’une superficie de 225 km2 , est constituée des trois vallées de San Luis, Santa Rosa et Meyer.
Elle est appelée ainsi à cause des ingenios, les sucreries qui fonctionnaient au XIXe siècle (plus de 50 en activité à son apogée) et où travaillèrent plus de 11 000 esclaves (chiffre en 1827). 
La vallée, de 40 km de longueur, située entre Trinidad et Sancti Spíritus est parsemée d’haciendas, de castels, de maisons d’esclaves et d'environ 75 sucreries en ruine.
La Torre Manaca à Iznaga est une tour de 45 m de hauteur et de sept étages, construite en 1816 qui servait à la surveillance des esclaves dans les champs de canne, idéale aujourd’hui pour embrasser la vue sur le panorama et le massif de l’Escambray.
La vallée est, avec Trinidad, inscrite sur la liste du patrimoine mondial de l’UNESCO depuis 1988.

## Train touristique
On peut visiter la vallée en train touristique sur un parcours d’environ 15 km. Autrefois tracté par une locomotive à vapeur, le train est maintenant attelé à une machine diesel. Le train touristique part de Trinidad, fait une halte d'une heure à Iznaga, et une halte d'une heure à une hacienda en fin de parcours. Il revient ensuite à Trinidad. 
Un service voyageur est également assuré en début de matinée et dessert toutes les haltes du trajet.

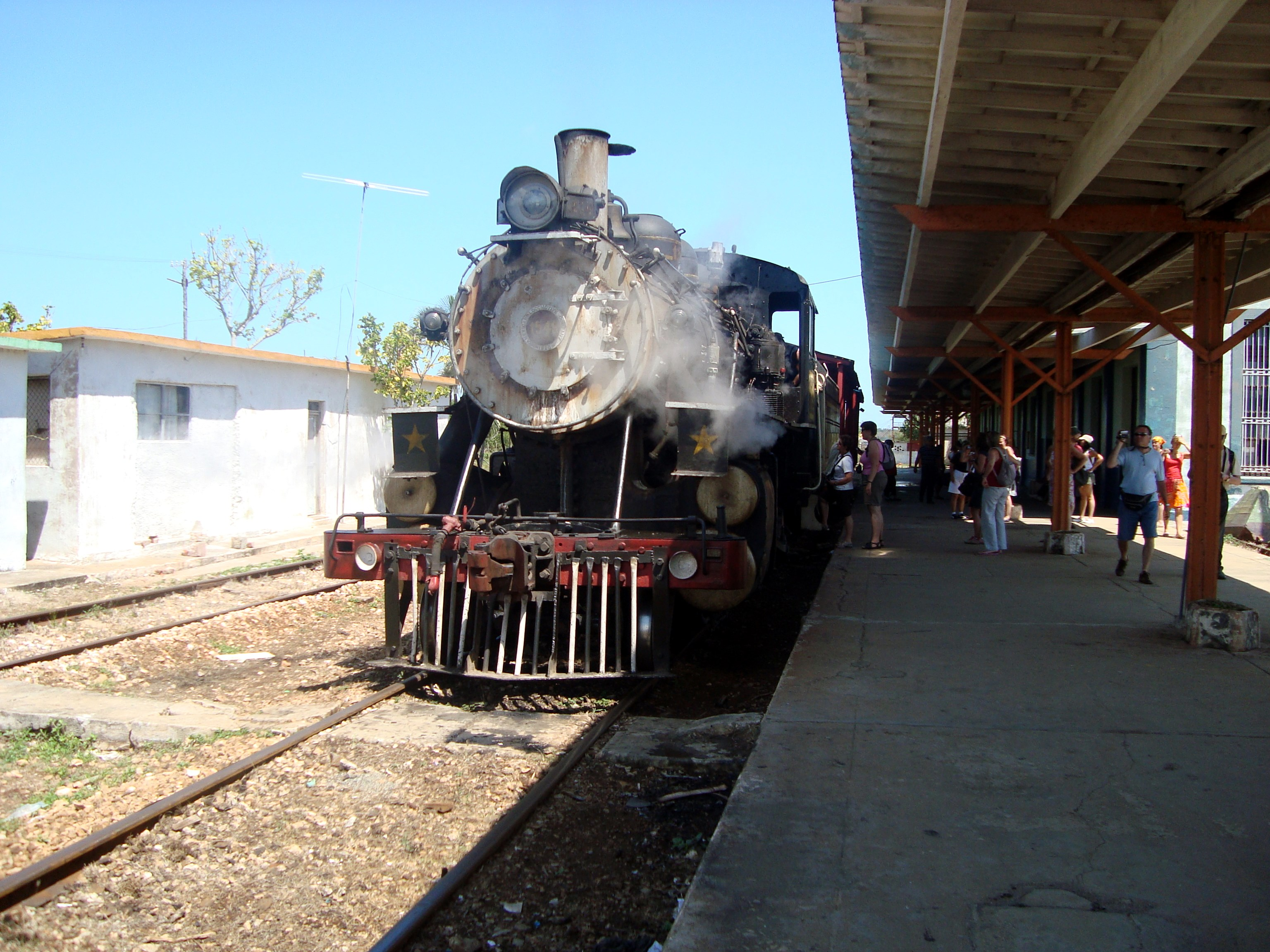
Train en gare
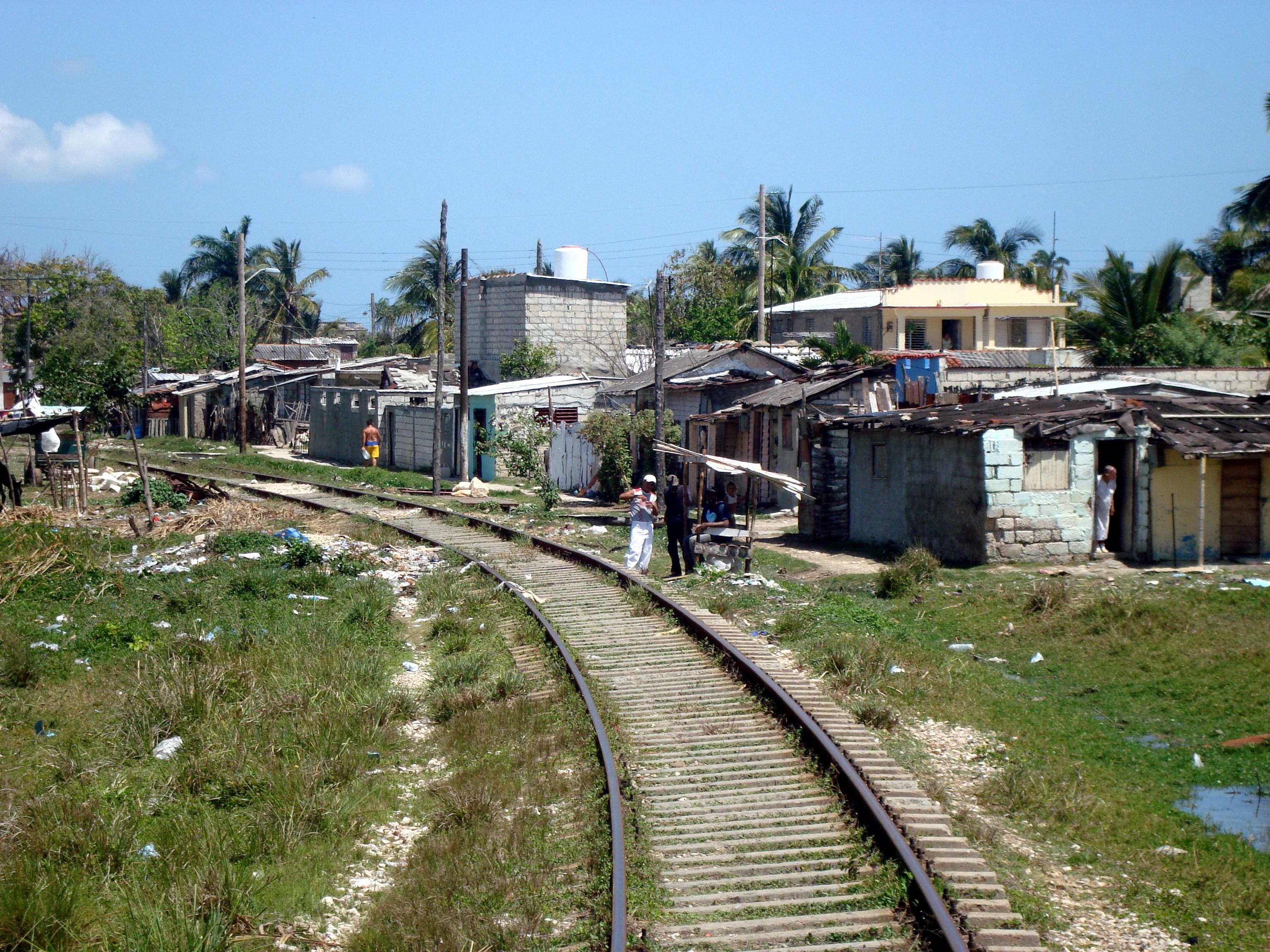
Sur la ligne touristique de la Vallée de Los Ingenios
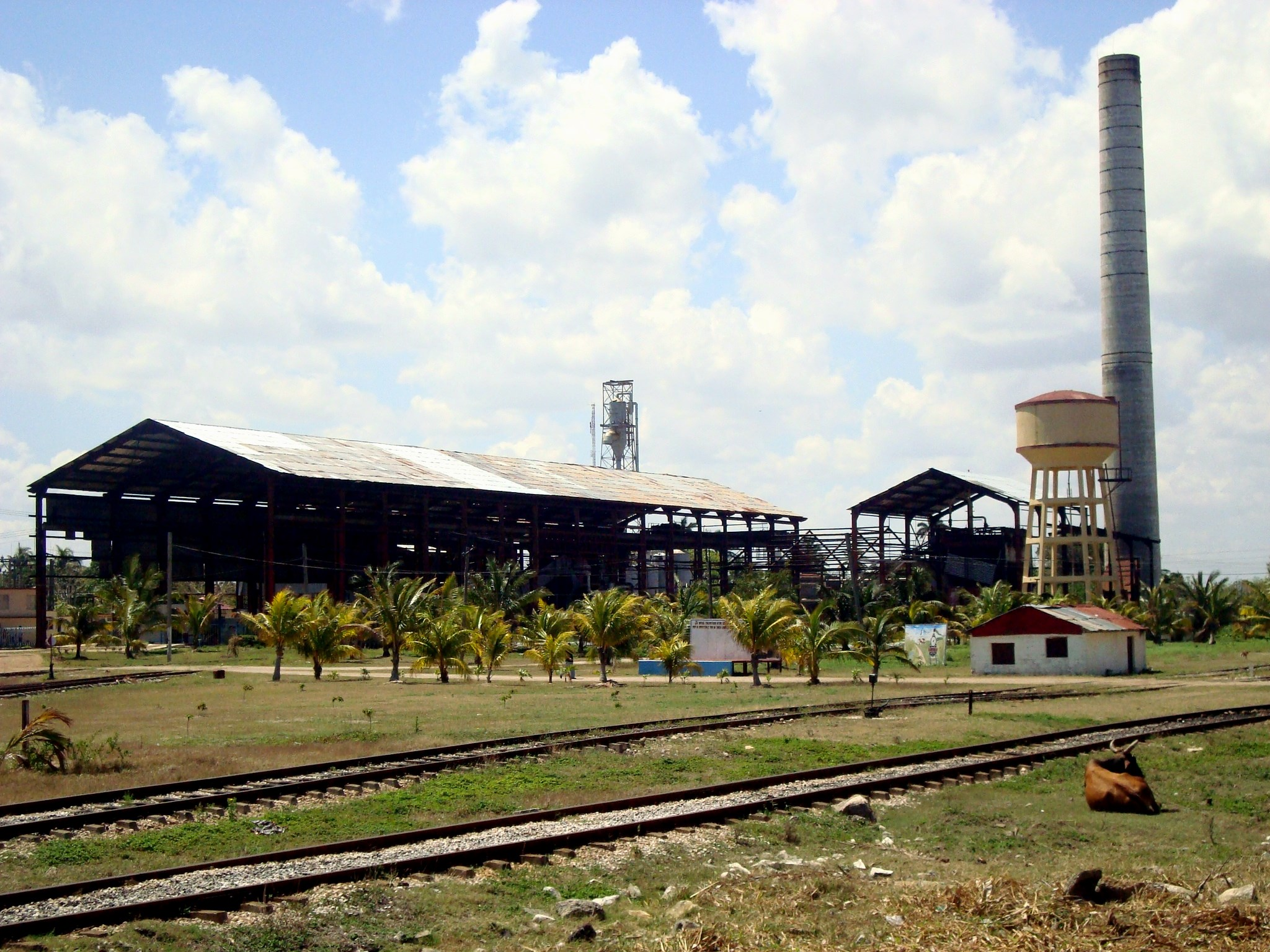
Ancienne sucrerie le long de la ligne ferroviaire